# The Spanish Girl
Pour plus de détails, voir Fiche technique et Distribution.
The Spanish Girl est un film muet américain écrit, réalisé, produit et interprété par Gilbert M. Anderson et sorti en 1909.

## Fiche technique
- Titre : The Spanish Girl
- Réalisation : Gilbert M. Anderson
- Scénario : Gilbert M. Anderson
- Photographie :
- Montage :
- Producteur : Gilbert M. Anderson
- Société de production : The Essanay Film Manufacturing Company
- Société de distribution : The Essanay Film Manufacturing Company
- Pays d'origine :  États-Unis
- Langue : film muet avec les intertitres en anglais
- Format : Noir et blanc — 35 mm — 1,33:1 — Muet
- Genre : Western
- Durée : 10 minutes
- Date de sortie :
  -  États-Unis : 18 décembre 1909

## Distribution
- Gilbert M. Anderson : Tom 'Bud' Wilson
- Pansy Perry : Lola Gonzalez
- Fred Church : Pedro Mayos